# Lára Kristín Pedersen
Lára Kristín Pedersen (23 maggio 1994) è una calciatrice islandese, centrocampista del Valur.

## Carriera

### Club
Originaria di Mosfellsbær, Pedersen gioca in Úrvalsdeild kvenna, livello di vertice del campionato islandese femminile di calcio, nel 2009, vestendo la maglia del Afturelding/Fjölnir, squadra di calcio femminile iscritta congiuntamente dalle due società, la prima nella cittadina di residenza, la seconda con sede nella vicina Capitale Reykjavík. Debutta in campionato il 10 luglio, poco più che quindicenne, nell'incontro casalingo vinto per 4-0 sulle avversarie del Keflavík, rilevando Helena Konráðsdóttir, partita titolare, al 53'. In quella stagione marca complessivamente 6 presenze e segna la sua prima rete il 22 luglio, alla sua seconda presenza in campionato, riportando in parità la partita con il Fylkir, fissando il risultato sul 2-2 pochi minuti dopo la sua entrata nel secondo tempo in sostituzione di Sigríður Þóra Birgisdóttir.
Dalla stagione seguente le due società decisero di concludere tale collaborazione, con Pedersen che rimane legata al Afturelding per quattro stagioni consecutive, dal 2010 al 2013. Dopo la prima, dove viene ancora impiegata saltuariamente in campionato, nelle tre stagioni seguenti conquista il posto da titolare, disputando anche la Coppa d'Islanda di categoria. In quel periodo la squadra, pur rimanendo costantemente nella parte bassa della classifica dall'Úrvalsdeild kvenna, riesce a trovare la salvezza in tutti i quattro anni di campionato, con Pedersen che totalizza 52 presenze e sigla 7 reti.
Prima dell'inizio della stagione 2014 si trasferisce alle campionesse d'Islanda in carica dello Stjarnan, debuttando con la nuova maglia il 3 giugno di quell'anno, alla 4ª giornata di campionato, nell'incontro vinto in trasferta per 4-0 sulle avversarie dell'FH Hafnarfjarðar, mentre va a rete, sempre con l'FH Hafnarfjarðar, nella partita di ritorno del 14 agosto, dove al 7' apre le marcature nella vittoria della sua squadra per 7-0. Alla sua prima stagione vince i suoi primi trofei, con lo Stjarnan in grado di cogliere il double campionato-coppa, guadagnando anche l'accesso alla UEFA Women's Champions League per l'edizione 2015-2016. Grazie comunque al risultato del campionato precedente, Pedersen ha già l'occasione di debuttare in Champions League, scendendo in campo come titolare nell'incontro di ritorno dei sedicesimi di finale dell'edizione 2014-2015 e dove, in casa delle russe del Zvezda 2005 Perm', compromette il risultato della già difficile rimonta del 2-5 dell'andata prendendo un doppio cartellino giallo, al 2' e al 17', lasciando la sua squadra in 10, incontro conclusosi alla fine per 3-1 per le padrone di casa.
Rimane legata alla squadra con sede a Garðabær per cinque stagioni, durante le quali raggiunge i suoi migliori risultati sportivi, vincendo due campionati islandesi, nel 2014 e nel 2016, e conquistando due Coppe, nel 2014 e nel 2015. Qui totalizza 77 in campionato, realizzando 5 reti, alle quali si aggiungono 18 presenze e 2 gol in Coppa, 3 finali di Supercoppa islandese, tutte disputate con il Breiðablik, quella del 2015, vinta per 4-1, e quelle del 2016 e 2017 perse rispettivamente ai rigori e 3-0, e 11 presenze, con 3 reti realizzate, in UEFA Women's Champions League.
All'inizio di febbraio 2021 si è trasferita in Italia al Napoli per la sua prima esperienza calcistica all'estero. Ha giocato col Napoli la seconda parte della stagione, scendendo in campo in sei occasioni. Al termine del campionato è tornata in Islanda, andando a giocare per il Valur.

## Palmarès

### Club
- Campionato islandese: 4

Stjarnan: 2014, 2016
Valur: 2021, 2022
- Coppa d'Islanda: 2

Stjarnan: 2014, 2015
- Supercoppa islandese: 1

Stjarnan: 2015